# Kerri-Ann Mitchell
Kerri-Ann Mitchell (* 29. März 1983 in Toronto) ist eine ehemalige kanadische Leichtathletin, die sich auf den Sprint spezialisiert hat.

## Sportliche Laufbahn
Erste internationale Erfahrungen sammelte Kerri-Ann Mitchell, die ein Studium an der University of Arkansas in den Vereinigten Staaten absolvierte, bei den Juniorenweltmeisterschaften 2002 in Kingston, bei denen sie mit 11,95 s im Halbfinale im 100-Meter-Lauf ausschied und im Weitsprung mit 5,73 m den Finaleinzug verpasste. Zudem kam sie mit der kanadischen 4-mal-100-Meter-Staffel in der Vorrunde nicht ins Ziel. Zwischen 2006 und 2009 bestritt sie keine Wettkämpfe und 2011 kam sie bei den Panamerikanischen Spielen in Guadalajara mit 11,81 s nicht über den Vorlauf über 100 Meter hinaus und belegte mit der Staffel in 44,33 s den fünften Platz. Im Jahr darauf nahm sie über 100 Meter an den Olympischen Sommerspielen in London teil und schied dort mit 11,49 s in der ersten Runde aus. Daraufhin beendete sie ihre aktive sportliche Karriere im Alter von 29 Jahren.

## Persönliche Bestleistungen
- 100 Meter: 11,36 s (+1,3 m/s), 16. Juni 2012 in Edmonton
  - 60 Meter (Halle): 7,33 s, 29. Januar 2012 in Toronto